# Rasselgeräusch
Rasselgeräusche (Abkürzung RGs, englisch crackles, rales) sind bei der Auskultation (Abhorchen) der Lunge wahrnehmbare Geräuschphänomene, die durch Bewegung von Flüssigkeiten beziehungsweise Sekreten in den Atemwegen während der In- und Exspiration entstehen. Sie zählen zu den Atemnebengeräuschen, welche die normalen Atemgeräusche überlagern, und weisen auf pathologische Veränderung der Lunge hin. Der Begriff „Rasselgeräusch“ gilt nach neueren Richtlinien als veraltet, er wird im klinischen Alltag aber noch oft als Synonym für diskontinuierliche Atemnebengeräusche verwendet.

## Einteilung

### Diskontinuierliche Atemnebengeräusche
Diskontinuierliche Nebengeräusche (ehemals feuchte oder nicht-musikalische Nebengeräusche/Rasselgeräusche) werden durch dünnflüssige Sekrete erzeugt (zum Beispiel Ödemflüssigkeit) – vor allem während des Einatmens (Inspiration). Sie lassen sich in drei Klassen gliedern:
- grobblasig (auch: großblasig, engl. englisch coarse crackles)
- mittelblasig
- kleinblasig (auch: feinblasig, engl. englisch fine crackles)

Der Geräuschcharakter weist darauf hin, welcher Abschnitt der Atemwege betroffen ist. Grobblasige Rasselgeräusche entstehen in Abschnitten mit größerem Lumen, feinblasige Rasselgeräusche in kleinlumigen Abschnitten. Grobblasige Rasselgeräusche findet man dementsprechend vor allem bei Lungenödem oder Bronchiektasen. Gelegentlich sind sie so deutlich, dass sie ohne Stethoskop gehört werden. Mittelblasige RG treten zum Beispiel im Rahmen einer Bronchitis auf. Feinblasige Rasselgeräusche sind typisch für ein Problem in der Nähe der Lungenbläschen, zum Beispiel im Rahmen einer Pneumonie.
Der Klangaspekt feuchter Rasselgeräusche ist von den Gewebeschichten abhängig, die sich zwischen dem Stethoskop und dem erkrankten Gewebebezirk befinden. Man unterscheidet daher drei weitere Geräuscheigenschaften:
- klingend
- nicht-klingend
- metallisch

Klingende Rasselgeräusche besitzen eine höhere Tonlage und sprechen für einen „ohrnahen“ Befund. Bei nicht-klingenden Rasselgeräuschen liegt der Befund eher „ohrfern“, das heißt im Inneren der Lunge, nahe den Bronchien. Einen metallischen Klang der Rasselgeräusche verzeichnet man beim Pneumothorax.

### Kontinuierliche Atemnebengeräusche
Kontinuierliche Nebengeräusche (ehemals trockene, bronchitische oder musikalische Nebengeräusche/Rasselgeräusche) sind Stridor, Brummen, Schnurren, Pfeifen und Giemen. Verengungen von Atemwegen durch zähflüssige Sekrete, meist in Verbindung mit Schleimhautschwellungen, lösen eine beschleunigte Strömung aus, die hörbare Schwingungen der Luftsäule in den Atemwegen erzeugt und klingen melodischer als diskontinuierliche Nebengeräusche.
- Stridor ist ein bei der Ein- oder Ausatmung über der Luftröhre hörbares Strömungsgeräusch, das über den Mundraum nach außen fortgeleitet werden kann. Ein Stridor entsteht bei einer Verengung der oberen Atemwege.
- Brummen (engl. rhonchi) ist ein niederfrequentes Geräusch, das durch unregelmäßige, wechselnde Beläge und flottierende Schleimfäden in den großen Atemwegen entsteht. Bläst man zwischen zwei nahe zusammengehaltene Blättern Papier, entsteht ein brummender Ton, der mit dem Versiegen des Atemstromes verstummt.
- Pfeifen/Giemen (engl. wheeze). Pfeifen ist ein hochfrequentes Geräusch, das durch hochgradige Verengungen der Atemwege durch Schleim oder Zusammenziehen von Atemwegen auftritt. Pfeifen entsteht im Alltag bei der quietschend klingenden Entleerung eines Gases aus einem Reservoir mit einem engen Auslass. Giemen ist das orchestrale Zusammenklingen von Atemluft, die behindert durch verengte kleinste Atemwege (Bronchiolen) in die großen Atemwege entweicht. Pfeifen und Giemen werden oft synonym verwendet.  Dieses Atemgeräusch ist typisch für Chronisch obstruktive Lungenerkrankung (COPD) und Asthma bronchiale.